# Włosienica (Hohe Tatra)
Die Alm Włosienica ist eine Alm im Tal Dolina Rybiego Potoku in der polnischen Hohen Tatra in der Woiwodschaft Kleinpolen.

## Geschichte
Die Alm wurde im 17. Jahrhundert unterhalb des Bergsees Meerauge angelegt und befindet sich seit 1954 in der Nähe des Tatra-Nationalparks. Auf der Alm befindet sich das südliche Ende des Oswald-Balzer-Weg. Hier ist die Endstation der Pferdekutschen, die von der Alm Palenica Białczańska abfahren.

## Tourismus
Durch die Alm führen zwei Wanderwege.
- ▬ Ein rot markierter Wanderweg führt vom Zakopaner Stadtteil Toporowa Cyrhla auf den Gipfel Rysy. Teilweise folgt der Wanderweg dem Oswald-Balzer-Weg.
- ▬ Ein rot markierter Wanderweg führt von der Alm Palenica Białczańska um den Bergsee Meerauge.